# Завод суперфосфату в Банбері
Завод суперфосфату в Банбері — колишній виробничий майданчик на заході Австралії.
Створена в 1927 році компанія Cuming Smith Mount Lyell Farmers Fertiliser Limited (також відома як CSML) отримала під свій контроль заводи суперфосфату в Норт-Фрімантлі та Bassendean, що працювали в найбільшому місті Західній Австралії Перті. З метою оптимізації логістики в CSML вирішили спорудити у цьому ж штаті ще два заводи, які були б ближчі до споживачів. Майданчик для одного з них обрали у Банбері на південь від Перта і в 1930 році він розпочав діяльність.
Технологічний процес виробництва суперфосфату передбачає обробку фосфоритів сульфатною кислотою, яку продукували на самому майданчику шляхом спалювання сірки.
CSML мала трьох засновників, частка одного з яких в 1964-му перейшла до British Petroleum, після чого CSML дістала назву Cuming Smith British Petroleum and Farmers Limited (CSBP).
У 2003-му в межах оптимізації виробництва CSBP припинила продукування суперфосфату на майданчику в Банбері, хоча продовжила використовувати його як центр дистрибуції добрив (як імпортованих, так і виготовлених на належному їй потужному комплексі у Квінані в околицях Перта).